# キム・ヒジン (歌手)
キム・ヒジンは韓国の女性フォーク歌手だ。 2000年、グループ「ラナ·エ·ロスポ」で「愛は」という曲を発表し、歌手としてデビューした。 
2003年にソロ歌手に転向し、ソロ1集アルバム「夢見る女」を発表、その後も多くのアルバムと曲を発表し、韓国の代表的なフォーク歌手として活動している。 
日本語、英語、中国語が堪能で、このような言語で歌を歌う。 特に日本語に高い水準の能力がある。

## 生涯
- 韓国 済州特別自治道 西歸浦市で生まれ、全州大学校 演劇映画学科 学士 課程, 檀国大学校 大学院 公演芸術学科 修士 課程を卒業した。
- 2000年にグループ「ラナエロスポ」で「愛は」という曲を発表し歌手デビューすることになった。
- 2003年、ソロ歌手に転向してファーストアルバムを発表し、その後も多くのアルバムと曲を発表し、中堅歌手として活動を続けている。
- 2012年と2022年に大韓民国芸能芸術賞女子フォークシンガー賞を受賞し、済州道から「済州を輝かせた芸術家」に選ばれた。
- 2021年、大韓歌手協会の理事に選出された。

## 学歴
- 全州大学校 演劇映画学科 学士(卒業)
- 檀国大学校 大学院 公演芸術学科 修士(卒業)

## 受賞および経歴
- 2012年 第19回 大韓民国芸能芸術賞 女子フォークシンガー賞
- 2012年 済州を輝かせた芸術家に選定
- 2021年 大韓歌手協会理事(現)
- 2022年 第28回 大韓民国芸能芸術賞 女子フォークシンガー賞

- 仁川イウムカード[2]広報モデル
- KBS テレビ「朝の広場][3]広報ティボットロゴソング

## 主な公演
- キム·ヒジンの美しいコンサート-韓国シンガーソングライター協議会
- 韓国フォーク30周年記念コンサート - 世宗文化会館
- フォーク5人5色浪漫コンサート全国ツアー(キム·ドヒャン、ユ·イクジョン、チュ·ガヨル、ナムグン·オクブン、キム·ヒジン)
- ヒジン、チェファンの親友コンサート - ソウル
- Kim Hee-Jin's Dinner Concert - 서울
- 夏の夜のシンガロンコンサート - ソウル
- 真夏の夜のライブコンサート - 龍仁
- キム·ヒジン 春の恋歌コンサート - 大邱
- キム·ヒジン感性コンサート - 大邱アートファクトリー
- 制憲70周年記念音楽会「大衆音楽で振り返った憲政史70周年」出演-国会議事堂
- キム·ヒジン花コンサート巡回公演-ソウル、釜山、大邱
- フォーク歌手STARTリレーコンサート - 広津文化財団
- キム·ヒジンコンサート「春風に乗って」-韓国文化の家
- キム·ヒジン釜山コンサート - カラムアートセンター
- チェ·ベクホ キム·ヒジン 秋の音楽会 - 仁川エリムアートセンター
- Tish Hinojosa(Tish Hinojosa)[4]とのデュエット公演 - ソウルKBSホール
- 思い出とロマンがある7080ロマンコンサート - 大邱笑顔アートセンター
- 詩のある共感コンサート-倭館漆谷文化芸術会館
- 亀尾ヒーリングコンサート - 亀尾文化芸術会館
- チェベクホ キムヒジン 真昼のユーコンサート-釜山映画の殿堂_ハヌルヨン劇場
- キム·ヒジン、リュ·ジョンピルの思い出を語るコンサート-金浦
- キム·ヒジン、リュ·ジョンピル、コーラのようなクラシック - 釜山
- ソウォルアートホールで開かれる国内旅行音楽会 - ソウル
- 秘密の庭園_青春の歌、音楽旅行コンサート - ソウル国立貞洞劇場、華城、春川
- ハウスコンサート_コーラシックin群山
- キム·ヒジン アカシアコンサート 全国巡回公演 in 大邱

## 放送
- 《KBS テレビコンサート7080 主な出演者》
- 《KBS テレビ歌謡舞台の主な出演者》
- 《KBS 歴史ドラマ巨商キム·マンドク演技指導》
- 《KBS TV 朝の広場 広報映像出演》
- 《KBS ラジオカン·ウォンレの歌 贈り物固定出演》
- 《SBS ラブFMチェ·ベクホの浪漫時代レギュラー出演》
- 《BBS 仏教放送FM最高の一日レギュラー出演》
- 《BBS 仏教放送TV チュ·ビョンソン、キム·ヒジンの恋人司会者(MC)》
- 《麗水MBC テレビ オーマイシンガー司会者(MC)》
- 《TBN 真夜中の交差点 スーペ説 進行役(DJ)》
- 《TBN キムスンヒョンの》 歌謡本色レギュラー出演》
- 《国防FM キム·ジョンソのラビングユーレギュラー出演》

## ミュージカル
- 《KBS国楽管弦楽団ミュージカル 沈清》
- 《KBS国楽管弦楽団ミュージカル 三神おばあさんと七人の子供たち》
- 《ミュージカル女子高時代》
- 《ミュージカルイ·スイルとシム·スンエ》
- 《ミュージカル 愛と背秘蔵伝》
- 「ミュージカル 奇跡を売る人々」

## アルバム
- 2000年 キム·ヒジン 2000 ラナエロスポ （ハンミン&キム·ヒジン）
- 2003年 1集「夢を見る女」
- 2007年 1.5集 あなたが大好きです
- 2008年 セカンドアルバム「八つの物語」
- 2011年 済州に行きます
- 2012年 3集 アルバム「純粋」
- 2014年 お迎え(シングル、with追加列)
- 2014年 心が向く中
- 2015年 ラナエロスポ 最後の話
- 2015年 の恋歌(シングル)
- 2015年 ヒョンイとドクイオマージュ (with パク·スンファ)
- 2015年 キム·ヒジン ベスト
- 2015年 ベスト恋歌(シングル)
- 2015年 父と娘 (with ソン·ミンヒョン)
- 2016年 再会1
- 2016年 済州恋歌(シングル)
- 2016年 イ代理 (シングル)
- 2017年 ドアを開けてください
- 2017年 バカ (シングル)
- 2017年 春の風に乗って (シングル、with 両ライン)
- 2017年 我がオッモン物語(シングル)
- 2017年 ノヨン·ナヨン (シングル)
- 2018年 4集の旅路
- 2018年 手紙を書きます - Acoustic (シングル)
- 2019年 開催(シングル、with有意義種)
- 2021年 たった一発だけ(シングル)
- 2021年 愛しながら暮しましょう(シングル、withリュ·ジョンピル)
- 2021年 韓国人が愛するゴールデンポップベスト (with リュ·ジョンピル)
- 2022年 愛してる - キム·ヒジン ラナエロスポ デビュー22周年記念(シングル)
- 2023年 NEW恋歌(シングル)
- 2023年 風の音 (シングル)
- 2023年 西帰浦イルカ(シングル)
- 2023年 アカシア(シングル)
- 2023年 5集「アカシア」

## 代表曲
- 永遠の私の愛、[5]ドアを開けてください、迎え、心行く途中、バカ、イ代理、ヨン(戀)、春風に乗って、あなたが大好きです
- 手紙を書きます。本当にいい人、ファサ(花蛇)、オモンの話、ヨンガ、ノヨン、ナヨン、済州に行きましょう、済州ヨンガ、行け。私たちの町
- 恋は（ラナエロスポ、デビュー曲）、愛してる、花の指輪をはめて（ラナエロスポ）

### 2023年の新曲
- 風の音 (キム·シヌ作詞作曲)[6]
- 西帰浦のイルカ(ユ·ヨンギ作詞チェ·ソンウォン作曲)[7]
- アカシア (キム·シヌ作詞作曲)[8]

## 関連活動
- 「済州を輝かせた芸術家」の済州文化歴史部門に選ばれた。
- 世界7大自然景観記念アルバム「済州へ行こう」を発表した。
- 済州4.3事件追悼曲「私たちの母の物語」[9]を発表した。
- 仁川イウムカード(仁川広域市地域貨幣)の広報モデルとして出演した。
- 声楽家リュ·ジョンピルとコラボレーションアルバムを発表し、公演とアルバムの共同活動をしている。
- 大韓歌手協会の第7代選出職理事に当選した。

## テナー 柳正弼と共同活動
テノール リュ·ジョンピルと 2020年12月25日デュエットを構成し、2021年5月26日「韓国人が愛するゴールデンポップベスト」アルバムを発売した。
2021年7月16日テノール リュ·ジョンピル とのデュエット曲「愛しながら生きて」とリュ·ジョンピルのソロ曲「あなたへ」という音源を発表した。 2曲とも「『キム·ヒジン』」が作詞作曲した曲だ。
2人は2021年5月8日、金浦で「思い出を語る」というテーマでオールドポップコンサートを行い、6月3日には釜山で「コーラのようなクラシック」というテーマでオールドポップと歌曲コンサートを行った。
キム·ヒジンと リュ·ジョンピルはアルバム、公演、放送出演など共同活動を着実に続けており、歌謡と歌曲などのデュエットアルバム発売とデュエット公演などを継続する計画だ。

### アルバム
- 2021年 韓国人が愛するゴールデンポップベスト
- 2021年 愛しながら生きています(デジタルアルバム - 愛しながら生きています)、 あなたへ

### 公演
- 2020年 王家の散歩 (仁川)
- 2021年 の思い出を語る（金浦）
- 2021年 コーラのようなクラシック(釜山)
- 2023年 ハウスコンサート コラシックin群山(グンサン)

### 放送
- 2021年5月12日 KBS ハッピーFMイム·ベクチョンのバックミュージック
- 2021年5月20日 TBNロマンがある場所に
- 2021年7月2日 TBN キョンイン チャチャチャ
- 2021年7月10日 TBN 真夜中の交差点
- 2021年7月28日 TBN 釜山 チャチャチャ
- 2021年8月17日 MBC忠北 楽しい午後
- 2021年9月2日 MBCヨス 楽しい午後
- 2021年9月30日 MBC忠北 テレビ 生活力-活気に満ちたライブ
- 2021年11月14日 MBC麗水 TV 特集島村バスキング
- 2021年12月24日 TBN全北 クリスマス特集 チャチャチャ
- 2022年5月25日 TBN全北 開局20周年 特集公開放送